# 조슈아 베이커
조슈아 가브리엘 베이커(Joshua Gabriel Baker, 1799년 3월 23일 ~ 1885년 4월 16일)은 미국의 정치인으로 제22대 루이지애나주 주지사이다.

## 학력
- 리치필드 로스쿨
- 1817 ~ 1819 미국 육군사관학교

## 경력
- 육군 포병대 소위 임관
- ~ 1820.10 웨스트 포인트 조교수
- 1822 켄터키주 메이슨카운티 변호사
- 1822 ~ 1829 루이지애나주 민병대 대령
- ~ 1829 엔지니어링 프로젝트 진행
- ~ 1839 메리 파리쉬 판사 임명
- 1833 ~ 1838 보조 엔지니어
- 1840 ~ 1845 루이지애나 공공사업국장
- 1846 ~ 1851 루이지애나 민병대 기병대 대장
- 1853 ~ 1861 육군사관학교 방무자 위원회 위원
- 1868.01 ~ 1868.06 제22대 루이지애나 주지사